# Wladimir Iwanowitsch Nemirowitsch-Dantschenko

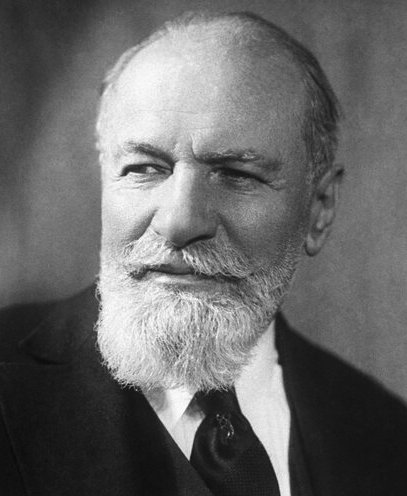
Nemirowitsch-Dantschenko

Wladimir Iwanowitsch Nemirowitsch-Dantschenko (russisch Владимир Иванович Немирович-Данченко, wiss. Transliteration Vladimir Ivanovič Nemirovič-Dančenko; * 11.jul. / 23. Dezember 1858greg. in Osurgeti; † 25. April 1943 in Moskau) war ein russischer Dramaturg und Theaterregisseur. Als einer der ersten erhielt er den Titel des Volkskünstlers der UdSSR.

## Leben
Nemirowitsch-Dantschenko besuchte zunächst ein Gymnasium in Tiflis und studierte später an der mathematischen Fakultät der Moskauer Universität. Er schrieb Artikel für humoristische Zeitschriften, war Theaterkritiker und Zeitungsredakteur.
Zusammen mit Konstantin Stanislawski gründete Nemirowitsch-Dantschenko 1897 das Moskauer Kunsttheater (MCHaT) und leitete mehrere seiner Abteilungen, darunter die musikalische, die Regie und die Dramaturgie, ab 1919 entwickelte sich daraus ein Opernstudio. Später ab 1926 wurden sie zum eigenständigen Stanislawski- und Nemirowitsch-Dantschenko-Musiktheater. Das sich verselbstständigte »Musiktheater N.-D.« ging 1926 nach einer erfolgreichen Tournee seines Opernensembles nach Hollywood. Als Filmregisseur musste er nach dem Tode Stanislavskis ab 1938 das Künstlertheater allein leiten und ließ daher zahlreiche Filmprojekte die vornehmlich an Opernvorlagen orientiert waren unvollendet. Hauptsächlich arbeitete Wladimir Nemerowitsch-Dantschenko als Regisseur für die Opernbühne, als Produzent von russ. klass. neuerer Dramatik tätig relativ selten u. a. 1920 Lecocqs La Fille de Madame Angot, 1922 Offenbachs La Perichole, 1924 eine Carmen-Bearbeitung, 1934 Schostakowitschs »Lady Macbeth des Mzensker Bezirks« (Katerina Ismailowa), 1934 La Traviata, 1936 Dsershinskies »Stiller Don« sowie einige experimentelle Opern. Am 25. April 1943 starb er an einem Herzinfarkt.

## Werke
Libretto
- Aleko. Oper. Musik (1892): Sergei Rachmaninow. UA 1893

Schriften
- Nemirowitsch-Dantschenko/Stanislawski, Erinnerungen an Tschechow. Tschechow oder die Geburt des modernen Theaters.  Alexander Verlag Berlin/Köln, 2011, ISBN 978-3-89581-252-1

## Ehrungen
- 1928: Ehrenmitglied des Deutschen Theaters Berlin[1]